# Городок (Таборинський район)
Городо́к (рос. Городок) — присілок у складі Таборинського району Свердловської області. Входить до складу Кузнецовського сільського поселення.
Населення — 17 осіб (2010, 22 у 2002).
Національний склад населення станом на 2002 рік: росіяни — 91 %.